# Melittobia digitata
Melittobia digitata är en stekelart som beskrevs av Dahms 1984. Melittobia digitata ingår i släktet Melittobia och familjen finglanssteklar. Inga underarter finns listade i Catalogue of Life.